# Кіносеріал

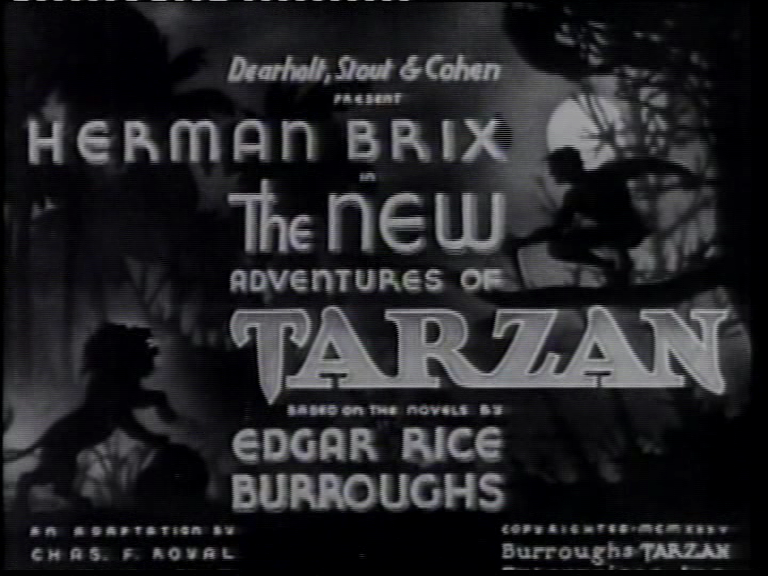
Заставка серіалу «Нові пригоди Тарзана», 1935 рік

Кіносеріал (англ. Serial film, Serial movie, Movie serial, Film serial) — багатосерійний кінотвір, призначений для демонстрації в кінотеатрах (на відміну від телесеріалів, призначених для демонстрації по телебаченню).
Кіносеріали складалися в середньому з 10-15 серій, що закінчувалися «на найцікавішому місці» (англ. cliffhanger ending), що змушувало публіку повертатися в кіно знову і знову, кожного тижня. Серії тривали в середньому 15-20 хвилин і демонструвалися перед основним фільмом.

## Історія
Одним з перших кіносеріалів був Арсен Люпен проти Шерлока Холмса (1910 рік, п'ять серій). Кіносеріали були особливо популярні в США в першій половині XX століття. У період з 1929 року по 1956 рік у США було знято понад двохсот таких серіалів. Сюжети кіносеріалів часто бралися з популярних радіопостановок і коміксів.

## Жанри
Популярними жанрами кіносеріалів в США були пригоди (наприклад, кілька серіалів про Тарзана і Зорро) і наукова фантастика (наприклад, Флеш Гордон).

## Українські кіносеріали
В 90-х роках, Кіностудія ім. О. Довженка створила кіносеріал Тарас Шевченко. Заповіт.
У 2000-х було поставлено кіносеріал «Легенди бандитської Одеси», за матеріалами  десятитомника «Бандитська Одеса».